# لاغيرن
لاغيرن (بالإنجليزية: Lägern)‏ هو أحد جبال سلسلة جورا ويقع في كانتون زيورخ في سويسرا. يحتل المرتبة رقم 449 في قائمة جبال سويسرا من حيث الارتفاع، إذ يبلغ ارتفاعه حوالي 866 متر، بينما يبلغ ارتفاع نتوء الجبل 425 متر.

## المناخ
يظهر الجدول التالي التغييرات المناخية على مدار السنة للاغيرن:
| البيانات المناخية لـلاغيرن        | البيانات المناخية لـلاغيرن | البيانات المناخية لـلاغيرن | البيانات المناخية لـلاغيرن | البيانات المناخية لـلاغيرن | البيانات المناخية لـلاغيرن | البيانات المناخية لـلاغيرن | البيانات المناخية لـلاغيرن | البيانات المناخية لـلاغيرن | البيانات المناخية لـلاغيرن | البيانات المناخية لـلاغيرن | البيانات المناخية لـلاغيرن | البيانات المناخية لـلاغيرن | البيانات المناخية لـلاغيرن |
| الشهر                             | يناير                      | فبراير                     | مارس                       | أبريل                      | مايو                       | يونيو                      | يوليو                      | أغسطس                      | سبتمبر                     | أكتوبر                     | نوفمبر                     | ديسمبر                     | المعدل السنوي              |
| --------------------------------- | -------------------------- | -------------------------- | -------------------------- | -------------------------- | -------------------------- | -------------------------- | -------------------------- | -------------------------- | -------------------------- | -------------------------- | -------------------------- | -------------------------- | -------------------------- |
| متوسط درجة الحرارة الكبرى °م (°ف) | 1.0 (33.8)                 | 1.9 (35.4)                 | 6.1 (43.0)                 | 10.3 (50.5)                | 14.9 (58.8)                | 17.9 (64.2)                | 20.3 (68.5)                | 19.8 (67.6)                | 15.5 (59.9)                | 10.9 (51.6)                | 5.1 (41.2)                 | 2.0 (35.6)                 | 10.5 (50.9)                |
| المتوسط اليومي °م (°ف)            | −1.1 (30.0)                | −0.4 (31.3)                | 3.1 (37.6)                 | 6.6 (43.9)                 | 11.1 (52.0)                | 14.1 (57.4)                | 16.4 (61.5)                | 16.2 (61.2)                | 12.3 (54.1)                | 8.2 (46.8)                 | 2.8 (37.0)                 | −0.2 (31.6)                | 7.4 (45.3)                 |
| متوسط درجة الحرارة الصغرى °م (°ف) | −3.3 (26.1)                | −2.6 (27.3)                | 0.4 (32.7)                 | 3.2 (37.8)                 | 7.6 (45.7)                 | 10.6 (51.1)                | 12.8 (55.0)                | 12.9 (55.2)                | 9.4 (48.9)                 | 5.7 (42.3)                 | 0.8 (33.4)                 | −2.3 (27.9)                | 4.6 (40.3)                 |
| ساعات سطوع الشمس الشهرية          | 69                         | 91                         | 128                        | 158                        | 186                        | 207                        | 233                        | 211                        | 161                        | 110                        | 71                         | 54                         | 1٬679                      |
| المصدر: MeteoSwiss                |                            |                            |                            |                            |                            |                            |                            |                            |                            |                            |                            |                            |                            |